# E3 Saxo Bank Classic 2021
63. ročník jednodenního cyklistického závodu E3 Saxo Bank Classic se konal 26. března 2021 v Belgii. Závod dlouhý 203,9 km vyhrál Dán Kasper Asgreen z týmu Deceuninck–Quick-Step. Na druhém a třetím místě se umístili Francouz Florian Sénéchal (Deceuninck–Quick-Step) a Nizozemec Mathieu van der Poel (Alpecin–Fenix).

## Týmy
Závodu se zúčastnilo celkem 25 týmů. Všech 19 UCI WorldTeamů bylo pozváno automaticky a muselo se zúčastnit závodu. Společně s šesti UCI ProTeamy tak utvořili startovní peloton složený z 25 týmů. Tým Bora–Hansgrohe však musel před startem odstoupit ze závodu kvůli pozitivnímu testu na covid-19 u Matthewa Wallse.. Každý tým přijel se sedmi jezdci, celkem se na start postavilo 168 jezdců. Do cíle dojelo 101 jezdců.

### UCI WorldTeamy
- AG2R Citroën Team
- Astana–Premier Tech
- Bora–Hansgrohe
- Cofidis
- Deceuninck–Quick-Step
- EF Education–Nippo
- Groupama–FDJ
- Ineos Grenadiers
- Intermarché–Wanty–Gobert Matériaux
- Israel Start-Up Nation
- Lotto–Soudal
- Movistar Team
- Team Bahrain Victorious
- Team BikeExchange
- Team DSM
- Team Jumbo–Visma
- Team Qhubeka Assos
- Trek–Segafredo
- UAE Team Emirates

### UCI ProTeamy
- Alpecin–Fenix
- Bingoal Pauwels Sauces WB
- Sport Vlaanderen–Baloise
- Total Direct Énergie
- Uno-X Pro Cycling Team
- Vini Zabù–Brado–KTM

## Výsledky
| Pořadí | Jezdec                     | Tým                     | Čas        |
| ------ | -------------------------- | ----------------------- | ---------- |
| 1      | Kasper Asgreen (DEN)       | Deceuninck–Quick-Step   | 4h 42' 37" |
| 2      | Florian Sénéchal (FRA)     | Deceuninck–Quick-Step   | + 32"      |
| 3      | Mathieu van der Poel (NED) | Alpecin–Fenix           | + 32"      |
| 4      | Oliver Naesen (BEL)        | AG2R Citroën Team       | + 32"      |
| 5      | Zdeněk Štybar (CZE)        | Deceuninck–Quick-Step   | + 32"      |
| 6      | Greg Van Avermaet (BEL)    | AG2R Citroën Team       | + 32"      |
| 7      | Dylan van Baarle (NED)     | Ineos Grenadiers        | + 32"      |
| 8      | Markus Hoelgaard (NOR)     | Uno-X Pro Cycling Team  | + 1' 28"   |
| 9      | Gianni Vermeersch (BEL)    | Alpecin–Fenix           | + 1' 30"   |
| 10     | Marco Haller (AUT)         | Team Bahrain Victorious | + 1' 30"   |